# Баданин, Роман Сергеевич
Рома́н Серге́евич Бада́нин (род. 6 ноября 1976, Курган, РСФСР, СССР) — российский журналист и медиаменеджер. Основатель и главный редактор изданий «Проект» и «Агентство». Приглашённый сотрудник Центра демократии, развития и верховенства права Стэнфордского университета.
Возглавлял сайт издания «Forbes Russia» (2011—2013) как шеф-редактор, а также информационное агентство РБК и сайт Rbc.ru (2014—2016), телеканал «Дождь» (2016—2017) как главный редактор.

## Биография
Родился 6 ноября 1976 года в городе Кургане.
В 1999 году окончил исторический факультет Московского государственного университета им. М. В. Ломоносова, кафедра истории средних веков. Тема выпускной работы — «Политические отношения Ордена Сантьяго и короны в 12-15 вв. (по „Хронике Ордена и Воинства Сантьяго де Эспада“ Франсиско де Радеса и Андрада)», научный руководитель — кандидат исторических наук Ольга Варьяш.
После окончания университета занимался научной деятельностью, работая в Международном фонде социально-экономических и политологических исследований («Горбачёв-Фонд»).

### Журналистская деятельность
В журналистику пришёл в 2001 году, когда начал работать в интернет-издании «Газета.ru». С 2005 года был редактором отдела политики, с 2007 года — заместителем главного редактора (с 2010 года — первым заместителем). Уволился из издания 30 ноября 2011 года со скандалом. Разногласия между генеральным директором издательского дома «Коммерсантъ» Демьяном Кудрявцевым (представителем собственника) и Баданиным возникли после того, как Роман запретил коммерческой службе публиковать рекламу партии «Единая Россия», предпочтя этому баннеру рекламу правозащитной организации «Голос» и проекта «Карта нарушений». Сам он объяснял решение уйти несогласием с тем, что собственник издания снял с сайта карту нарушений на выборах.
С декабря 2011 по 26 августа 2013 года был главным редактором сайта «Forbes.ru». Ушёл оттуда из-за разногласий с гендиректором издательского дома Региной фон Флемминг.
С 14 октября 2013 года по январь 2014 года работал исполнительным директором службы интернет-проектов информагентства «Интерфакс». На этой должности занимался управлением новостными интернет-проектами компании и их стратегическим развитием.
15 января 2014 года вместе с Елизаветой Осетинской пришёл в РБК, где стал главным редактором одноименного информагентства и сайта Rbc.ru. Приход новой команды сопровождался увольнением прежних сотрудников, которые жаловались на манеру общения и требования нового начальства. После этого РБК начало регулярно публиковать громкие расследования, в том числе о предполагаемой дочери Владимира Путина Катерине Тихоновой и её муже Кирилле Шамалове. Одним из авторов этих расследований указывался Роман Баданин.
13 мая 2016 года Баданин уволился из РБК в знак протеста против увольнения главного редактора газеты РБК Максима Солюса. По официальной версии смена руководства РБК произошла из-за разногласий по вопросу о развитии холдинга. Газета «Ведомости» связывала решение с политическим давлением и недовольством Кремля, прежде всего сотрудников администрации президента России, расследованиями РБК. Фигуранты расследований часто жаловались на РБК в администрацию, прежде всего первому заместителю руководителя администрации президента Вячеславу Володину. Генеральный директор холдинга Николай Петрович Молибог, Дерк Сауэр, сотрудники «ОНЭКСИМа» и сам Михаил Прохоров получали звонки из администрации с требованием сменить редакционную политику РБК.
С 25 июля 2016 года Баданин был назначен главным редактором телеканала «Дождь», сменив на этом посту Михаила Зыгаря. На новом месте объявил о планах «приделать к телевизору голову». На «Дожде» Баданин продолжил расследования об окружении Владимира Путина — стал одним из авторов сериала «Питерские». После выхода первой серии, посвященной предпринимателю Илье Траберу, МВД возбудило уголовное дело о клевете против Баданина и его соавторов Марии Жолобовой, Николая Ковалькова и Дарьи Жук.
Весной 2017 года стал известно, что Баданин поступил в Стэнфордский университет, куда уехал учиться осенью того же года на программу по журналистике Knight International Fellowship. Планировалось, что после отъезда в США Баданин сохранит должность и будет участвовать в работе канала, однако воплотить эту идею не удалось. В Стэнфордском университете получил стипендию фонда имени Джона Найта.

### Создание собственных СМИ
В 2018 году запустил расследовательское интернет-СМИ «Проект».
В ноябре 2018 года Владислав Клюшин, помощник первого заместителя главы администрации президента Алексея Громова, подал на Баданина в суд с требованием опровергнуть информацию «Проекта» о том, что Клюшин является владельцем Telegram-канала «Незыгарь». В 2019 году Московский городской суд обязал «Проект» удалить информацию об этом.
С июня 2021 года Роман Баданин стал проходить свидетелем (сначала был подозреваемым) по делу петербургского бизнесмена Ильи Трабера (уголовное дело по ч. 2 ст. 128.1 УК РФ — клевета, содержащаяся в публичном выступлении, публично демонстрирующемся произведении, средствах массовой информации). Журналисты считали, что на них оказывается давление из-за расследования о министре МВД Владимире Колокольцеве, вышедшем накануне. Совет по правам человека при президенте России также отметил, что обыск мог быть использован как форма давления, а журналисты не имеют отношения к расследуемому событию.
15 июля 2021 года управляемое Баданиным издание «Проект» было внесено в список «нежелательных организаций», а сам Баданин внесён в список СМИ — «иностранных агентов». После этого Баданин и его заместитель Михаил Рубин покинули Россию, поскольку посчитали, что их профессиональная деятельность может угрожать жизни и свободе. Также Баданин заявил, что планирует «эвакуировать» журналистов издания ради их безопасности. 16 июля Баданин закрыл издание в связи с признанием издателя, компании Project Media, Inc., «иностранным агентом».
6 сентября 2021 года перезапустил расследовательское интернет-СМИ «Проект» под новым названием «Агентство», навеянным статусом «иностранного агента», которым с весны 2021 года Минюст начал почти каждую неделю отмечать независимые СМИ и журналистов в личном качестве. 31 марта 2022 года вернул изданию прежнее название «Проект» и анонсировал выход крупного расследования о здоровье Владимира Путина.

## Награды
В 2019 году Баданин вместе с Михаилом Рубиным и Марией Жолобовой получил премию «Профессия — журналист» в категории «Интервью + портрет» за публикацию «Портрет Алексея Громова, руководителя российской государственной пропаганды».
По состоянию на июль 2022 года Баданин является восьмикратным лауреатом ежемесячной премии «Редколлегия»:
- сентябрь 2017: за статью об Илье Трабере на канале «Дождь» (с Николаем Ковальковым, Марией Жолобовов, Дарьей Жук);
- апрель 2019: за статью о Евгении Пригожине в «Проекте» (с Ильёй Рождественским и Михаилом Рубиным);
- июль 2019: за статью о взаимодействии сотрудников ФСБ с российскими банками в The Bell (с Анастасией Стогней и Ириной Малковой);
- февраль 2020: за статью о Рублёвке в «Проекте» (c Даниилом Сотниковым и Марией Жолобовой);
- июль 2020: за статью о Рамзане Кадырове и Адаме Делимханове в «Проекте» (с Марией Жолобовой и Михаилом Рубиным);
- ноябрь 2020: за статью об обогащении сотрудников АСВ и ФСБ на проблемных банках в VTimes (c Борисом Сафроновым и Анастасией Якоревой);
- январь 2022: за статью о коррупции семьи Владимира Путина в «Агентстве» (с Михаилом Рубиным, Михаилом Магловым и Дмитрием Сухаревым);
- июнь 2022: за статью о захвате чекистами Газпрома в «Проекте» (с Михаилом Маглов, Марией Певчих, Дмитрием Сухаревым и Иваном Васильевым).

В 2022 году Баданин получил «Премию за свободу и будущее», присуждаемую фондом Сберкассы Лейпцига Media Foundation. Премию получают журналисты, которые «руководствуются принципами свободы слова и выполняют свою работу невзирая на угрозы жизни и здоровью». Жюри премии назвало Баданина «маяком независимой журналистики в России и за Россию».
В 2024 году вместе с Виталием Солдатских и Екатериной Резниковой получил Премию Европейской прессы в номинации Innovation Award за расследование «Пссы войны. Путеводитель по российским олигархам военного времени».